# Sommernächte
Sommernächte ist ein deutscher Spielfilm aus dem Jahr 1944. René Deltgen, Suse Graf und  Ernst von Klipstein spielten unter der Regie von Karl Ritter die Hauptrollen. Arbeitstitel des Films war Ihr heimlicher Gatte.

## Handlung
Der Berliner Arzt Dr. Thomas Thomas verbringt wie jedes Jahr seinen Sommerurlaub an der Masurischen Seenplatte. Hier besitzt er ein kleines Blockhaus und geht seinem Hobby, dem Angeln nach. Die Schönheit dieses Stückchens Natur gibt ihm die Kraft, die er für seinen anstrengenden Beruf braucht. Sein alter Freund Dunhus, der über den fischreichen See wacht, empfängt ihn, wie jedes Jahr, voller Freude.
Als Thomas anderentags fast schon einen besonders kapitalen Hecht an der Angel hat, ruft ihm ein Mädchen etwas zu und weg ist der Fisch. Thomas antwortet nicht gerade höflich mit einem zünftigen Fluch, achtet aber nicht weiter auf das Mädchen, sondern lehnt sich zurück und träumt ein wenig in der warmen Sonne. Gabriele, so heißt die junge Frau, ist neugierig geworden und schwimmt zu dem Mann, der so schön fluchen kann, hinüber. Und sie stellt fest, dass Thomas ein charmanter Plauderer ist, mit dem man richtig gut reden kann. Auch Thomas gefällt die junge Frau ausnehmend gut. Gabriele geht während des Gesprächs so einiges durch den Kopf, zum Beispiel, dass da wohl jemand das flüchtige Abenteuer eines Sommers suchen könnte und so lässt die Thomas beim Abschied so ganz nebenbei wissen, dass sie verheiratet sei und ihren Mann in den nächsten Tagen erwarte. Damit hat Thomas nicht gerechnet, will sich seine Enttäuschung aber nicht anmerken lassen. Gabriele, die gar nicht verheiratet ist, mobilisiert nun ihren Jugendfreund Kuno, der ebenfalls ein passionierter Angler ist, ihr zu helfen und seinen Urlaub bei ihr am See zu verbringen und die Rolle ihres Ehemannes zu übernehmen. Kuno lässt sich überreden und reist an. Mit Thomas versteht er sich auf Anhieb ausgezeichnet. Das heißt für Thomas, dass er sich noch mehr zusammenreißen muss, da seine Gefühle für Gabriele dadurch noch unmöglicher werden.
Als er Kuno beim Flirten mit der hübschen Uschi, Tochter des Rittergutsbesitzers General a. D. Brosseit erwischt, ist er ziemlich empört. Wie kann er nur, mit einer so tollen Frau an seiner Seite. Kunos Gefühle für Uschi sind aber tatsächlich ernsthafter Natur, was die verzwickte Lage, in die er sich gutmütigerweise gebracht hat, nicht gerade erleichtert. Als Uschi nämlich ganz nebenbei erfährt, dass der Mann, der so heftig mit ihr flirtet, eine Frau hat, lässt sie ihn ihre Handschrift spüren. Auch Gabriele bereut inzwischen die Komödie, die sie Thomas vorspielt. Immer mehr ist sie der Überzeugung, dass Thomas Gefühle für sie nicht flüchtiger Natur sind, sondern ernsthaft und aufrichtig. Er leidet unter der Situation. Fälschlicherweise geht sie in einer lauen Sommernacht davon aus, dass Kuno Thomas aufgeklärt habe und bleibt bei ihm. Thomas, der immer noch keine Ahnung hat, ist glücklich, und will den neu gewonnenen Freund bitten, Gabriele freizugeben.
Bis das Knäuel sich nun endgültig entwirrt und aus Thomas und Gabriele ein glückliches Paar wird und Kuno doch noch seine Uschi kriegt und sogar der alte Dunhus sich der seit fast fünfzehn Jahren um ihn werbenden Ernestine geschlagen geben muss, kommt es noch zu einigen verzwickten Situationen.

## Produktion
Der Film wurde am 26. Juni 1944 in Berlin im Bezirk Tiergarten gelegenen Grenzkino B.T.L.-Lichtspiele in der Potsdamer Straße uraufgeführt. Die Dreharbeiten für den Film begannen am 25. Juni mit den Atelieraufnahmen. Mitte Juli wurde mit den Außenaufnahmen gestartet. Von Ende August bis Mitte September 1943 folgten weitere Atelieraufnahmen (Tonfilmstudio Carl Froelich, Berlin-Tempelhof, Ufastadt, Babelsberg). Gefilmt wurde im Masurischen Seengebiet, in Niedersee und in der Umgebung von Rudczanny in Ostpreußen.
Sommernächte war die letzte Inszenierung Ritters im Dritten Reich. Danach konzentrierte er sich bis April 1945 ausschließlich auf die Herstellungs(gruppen)leitung.
Produktionsfirma war die UFA-Filmkunst GmbH (Berlin) Herstellungsgruppe Karl Ritter. Die Produktionsleitung lag bei Gustav Rathje, die Aufnahmeleitung bei Willi Rother und Emanuel Kacha. Für die Bauten waren Wilhelm Vorwerg und Rudolf Linnekogel verantwortlich. Die Kostüme stammen von Gertrud Steckler und der Ton von Ernst Walter. Die Standfotos nahm Viktor von Buchstab auf.
Die Produktionskosten beliefen sich auf rund 725.000 RM. Bis Januar 1945 betrug das Einspielergebnis von Sommernächte 1.641.000 RM.

## Kritik
Ein stimmungsvoller Sommerfilm, der viel von der Atmosphäre jener Urlaubstage in der masurischen Seenlandschaft auf den Zuschauer überträgt!

„Während eines Urlaubs an den masurischen Seen verliebt sich ein Berliner Arzt in eine junge Frau, die die Beständigkeit seiner Gefühle auf die Probe stellt, indem sie vorgibt, bereits verheiratet zu sein. Leichtgewichtige Ferien- und Liebeskomödie des NS-Regisseurs Ritter, der durch die stimmungsvolle ostpreußische Landschaft ein wenig Charme gewinnt.“